# GP Belek
O GP Belek é uma carreira ciclista turca que se celebra no mês de janeiro ao redor de Alanya na província de Antalya. A carreira organizou-se pela primeira vez no ano 2020 e faz parte do UCI Europe Tour baixo a categoria 1.2.

## Palmarés
| Ano  | Vencedor   | Segundo     | Terceiro       |
| ---- | ---------- | ----------- | -------------- |
| 2020 | Emre Yavuz | Onur Balkan | Alexei Shnyrko |

## Palmarés por países
| País    | Vitórias |
| ------- | -------- |
| Turquia | 1        |